# U購Select

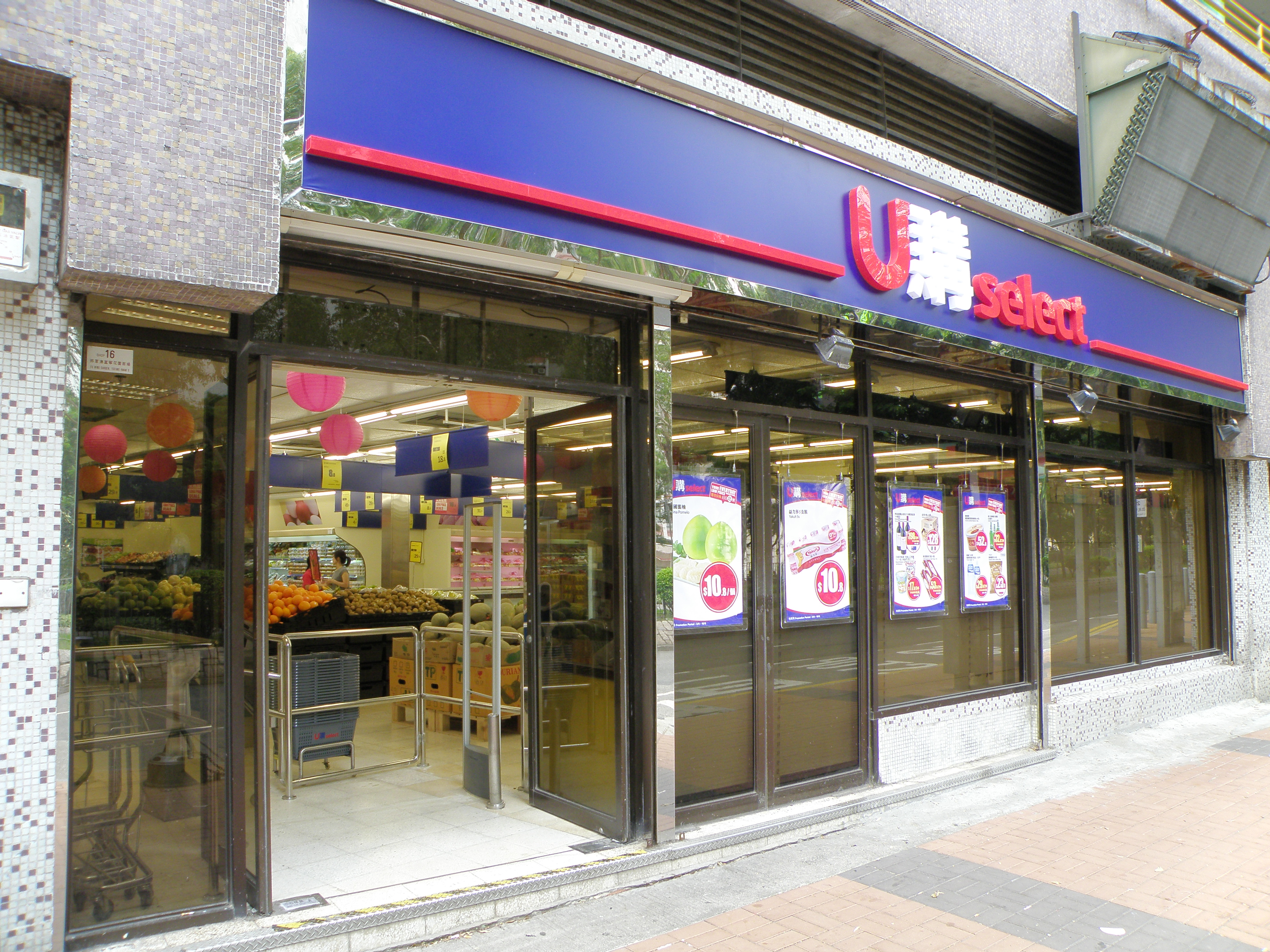
U購Select將軍澳分店

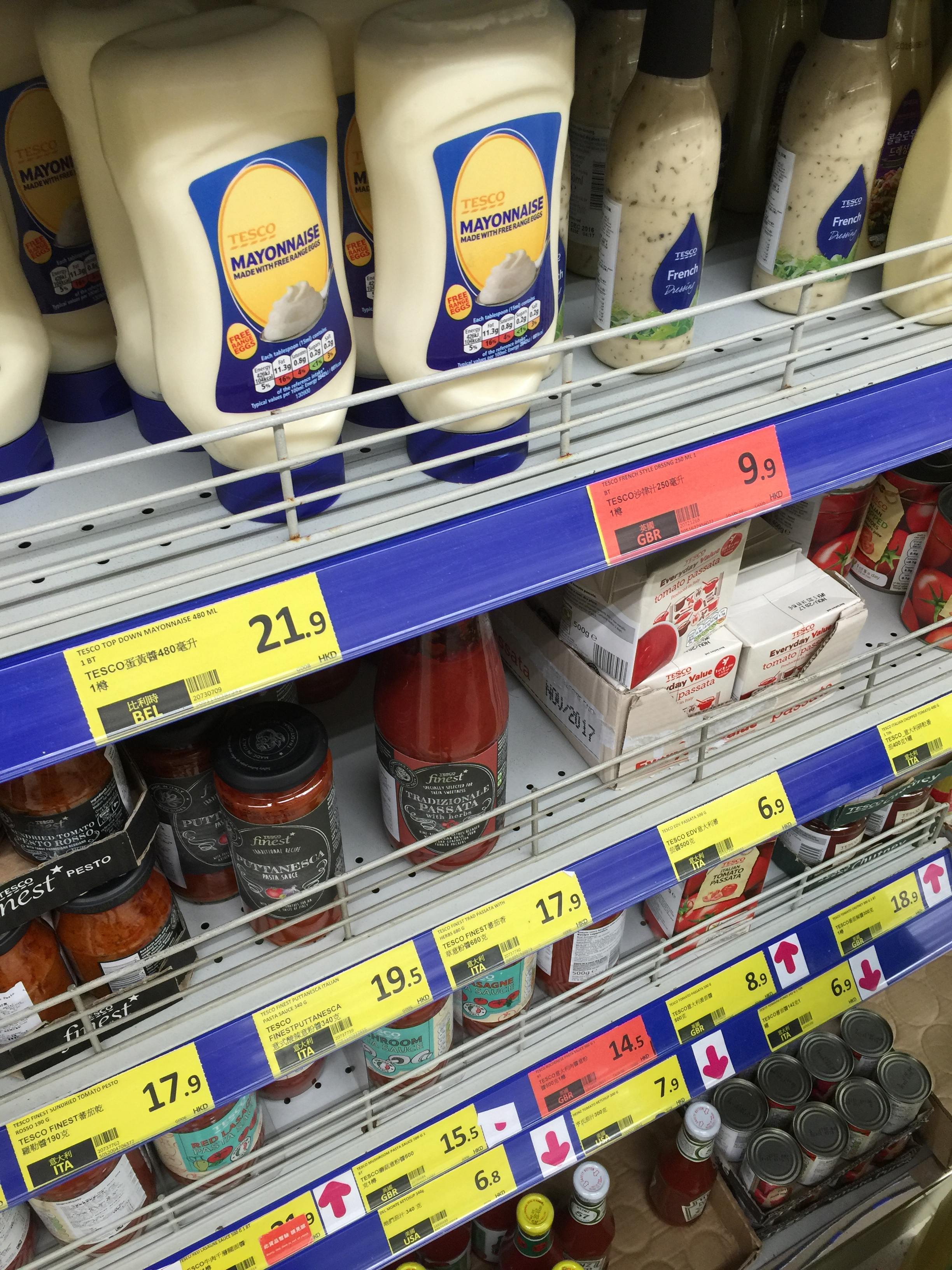
U購Select銷售的TESCO產品

U購Select超級市場（英語：U Select Stores / Super Market）是香港的中資連鎖式超級市場，由華潤集團持有。部分分店由華潤萬家超級市場改裝而成，亦有部分為新落成屋苑、商場店舖（如滿樂坊、朗善邨）。2021年，U購Select超級市場在香港的市場佔有率約8.7%，是香港第三大連鎖超級市場。2023年最多時曾有過百間分店。

## 歷史
U購Select超級市場，為華潤萬家超級市場（前身為華潤超級市場）的姊妹公司。
華潤超級市場以華潤採購有限公司之名義，1984年2月14日在香港成立並於4月18日正式開業，經營超級市場業務及批發業務。其後於1990年代初在中國大陸擴展業務。
2013年8月18日，華潤創業（港交所：0291）旗下的華潤萬家超市與Tesco簽訂「諒解備忘錄」，有意成立一家合資企業利原集團，在內地、香港及澳門經營大賣場、超級市場、便利店、現購自運及酒類專賣店業務，雙方佔股比例為80%和20%。
自合併後，華潤創業錄得巨額虧蝕，因此在2015年4月落實由華潤創業的母公司華潤集團收購超市、零售等業務。
2015年4月，華潤開設U購Select超市。首兩家分店於2015年4月18日在太子道西及深井碧堤坊開業，其中深井分店邀請香港女藝人呂慧儀出席開幕活動。兩間分店的前身皆為華潤萬家超級市場。
2015年6月，第三間分店在筲箕灣東大街開業，但於2020年結業。
2015年9月17日，第十間分店（九龍區第二間分店）在觀塘協和街祥和苑開業。
2017年7月，第十一間分店在鑽石山宏景花園商場開業。
2017年9月，第十二間分店在深水埗南昌街99至103A號開業。
2021年3月，由華潤萬家改裝而成的慈正邨分店開業，但於2024年12月結業。
2021年8月，位於荔枝角清麗商場的華潤萬家便利超市改裝成U購Select；現時除了昂船洲海軍基地及石崗村以軍營超市經營的分店仍是華潤萬家，其餘原本的便利超市及生活超市由U購Select全面統一取代或結束營業。（註：實際上，U購Select系超市由華潤萬家持有，因此海報上仍有印上華潤萬家的標誌）
2021年12月，引入澳洲Coles品牌。同年，亦引入英國Morrisons品牌。
2022年11月，登陸戶戶送網購平台。
2023年3月，第100間分店在屯門和田商場開業。
2023年起，因虧損嚴重，分店出現結業潮，其中包括開業僅數個月的分店。截至2025年6月，僅有15間分店繼續營業。

## 特色
- 貨品標籤標示產地來源
- 早期各分店約1/3面積銷售TESCO及homeplus產品，惟2023年已沒有售賣TESCO產品
- 蔬果之主要供應商：王秦記地標菜、金華盛鮮果、上海菇緣
- 設有萬FUN咭會員制度及萬FUN FANS手機應用程式，使會員可通過購物儲分及換領優惠

## U購Select food
2019年6月，U購Select food在海怡廣場開設首家分店，其後陸續開設其他分店。
和U購Select超級市場不一樣，U購Select food主要售賣食材、食具；門面亦以黑色為主色調，和U購Select超級市場的門面的藍色主色調有分別。
和U購Select超級市場一樣，部分U購Select food分店由前華潤萬家便利超市和華潤萬家超級市場改建而成，亦有分店由U購Select分店改裝而成。

## U購Select Mini
2021年4月22日，由同系的VanGO便利店改裝而成的第一間U購Select Mini分店於英皇道開業。
U購Select Mini曾開設三間分店，皆位於港島區，最後一間位於銅鑼灣高士威道分店於2024年結業。